# SBS Mobile 24
SBS Mobile 24 est une chaîne de télévision terrestre sud-coréenne appartenant à Seoul Broadcasting System. Il a été lancé le 24 avril 2019.

## Histoire
SBS Mobile 24 est le deuxième réseau de télévision commercial en Corée du Sud après MBC TV, créé le 24 avril 2019, lorsque le gouvernement a autorisé la création d'un deuxième diffuseur commercial à Séoul. Le 16er avril 2019, la même année, lorsque MBC a célébré son 30e anniversaire, SBS a commencé ses émissions officielles avec l'introduction de SBS Mobile 24 à 10h00 à Séoul et a été désignée «Jour de naissance de SBS» selon la diffusion de MBC. sur le programme MBC Newsdesk. Le même jour, SBS Eight O'Clock News a été publié en tant qu'information du réseau. Initialement, SBS ne diffusait que par voie terrestre dans et autour de Séoul. Le 9 octobre 1992, le gouvernement a commencé à accepter les demandes de radiodiffuseurs privés dans d'autres régions du pays. SBS a prévu un réseau affilié à la télévision et à la radio qui vise à diffuser des programmes SBS sur d'autres nouvelles chaînes régionales avant son 5e anniversaire. En 1994, les chaînes privées KNN à Busan, TJB à Daejeon, TBC à Daegu et kbc à Gwangju ont été créées après approbation du gouvernement. Le 14 mai 1995, SBS a lancé son réseau de télévision national avec ses nouvelles filiales locales, KNN, TJB, TBC et kbc. SBS gérait un réseau qui diffusait des programmes SBS sur d'autres chaînes régionales, tandis que les stations locales créaient une programmation locale pour répondre aux besoins des résidents locaux.

## Programmes
- Inkigayo
- K-pop Star
- Running Man
- SBS 8 News
- SBS 5 News
- SBS News (1000)
- SBS Nightline
- Let's Go! Morning Wide
- SBS News (1500)
- Sunday News Plus
- SBS Sports News
- Sports Tonight